# X-Yachts

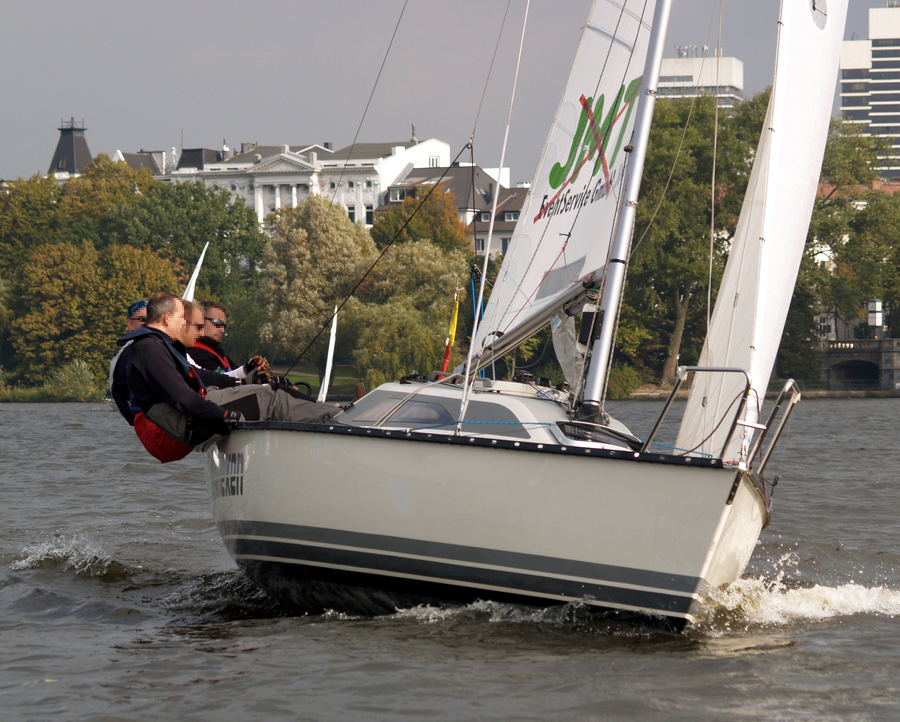
Die X-79, das erste Modell der Werft

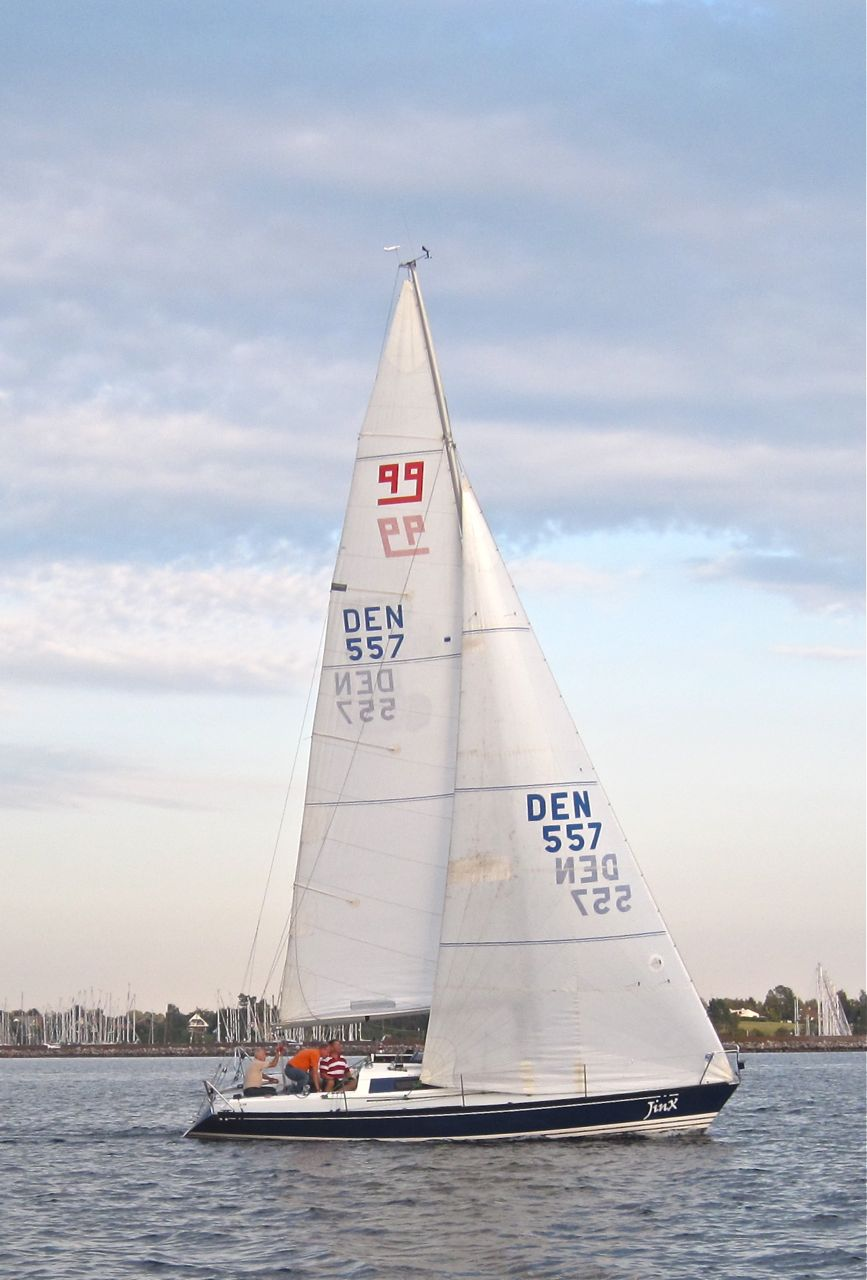
Die X-99, eines der bekanntesten Modelle der Werft

X-Yachts ist eine dänische Yachtwerft. Sie ist spezialisiert auf Segelyachten für Regatten und sportliches Segeln.

## Geschichte
X-Yachts wurde von den Brüdern Niels und Lars Jeppesen zusammen mit Birger Hansen, in Haderslev, Dänemark gegründet. Seither wurden etwa 5,000 Boote gebaut. Ihr erstes Modell war die für ziemliches Aufsehen in der Regattaszene sorgende 26 Fuß lange X-79. Der Rumpf war zuerst 7,80 Meter lang, wurde dann um 10 cm auf 7,90 Meter verlängert, daher die Bezeichnung X-79, die auch eine Anlehnung an das Gründungsjahr 1979 ist. Sie wurde im 9. Mai 1979 erstmals ausgeliefert. Die X-79 gewann gleich zu Beginn die damals größte Regatta der Welt, die Sjælland Rundt, bei der fast 1700 Yachten teilnahmen. Sie beendete die Regatta mit Niels Jeppesen als Steuermann 2 Std. vor der schnellsten J/24, 3 Std. vor dem ersten Spækhugger und 4 Std. vor dem ersten H-Boot. Der erfolgreiche Prototyp wurde noch am selben Tag nach Beendigung des Rennens an einen Kunden aus Kopenhagen verkauft, der etwa 6 Stunden später in seiner Sprinta Sport durchs Ziel ging. X-Yachts baute von der X-79 von 1979–1994 insgesamt 500 Boote.

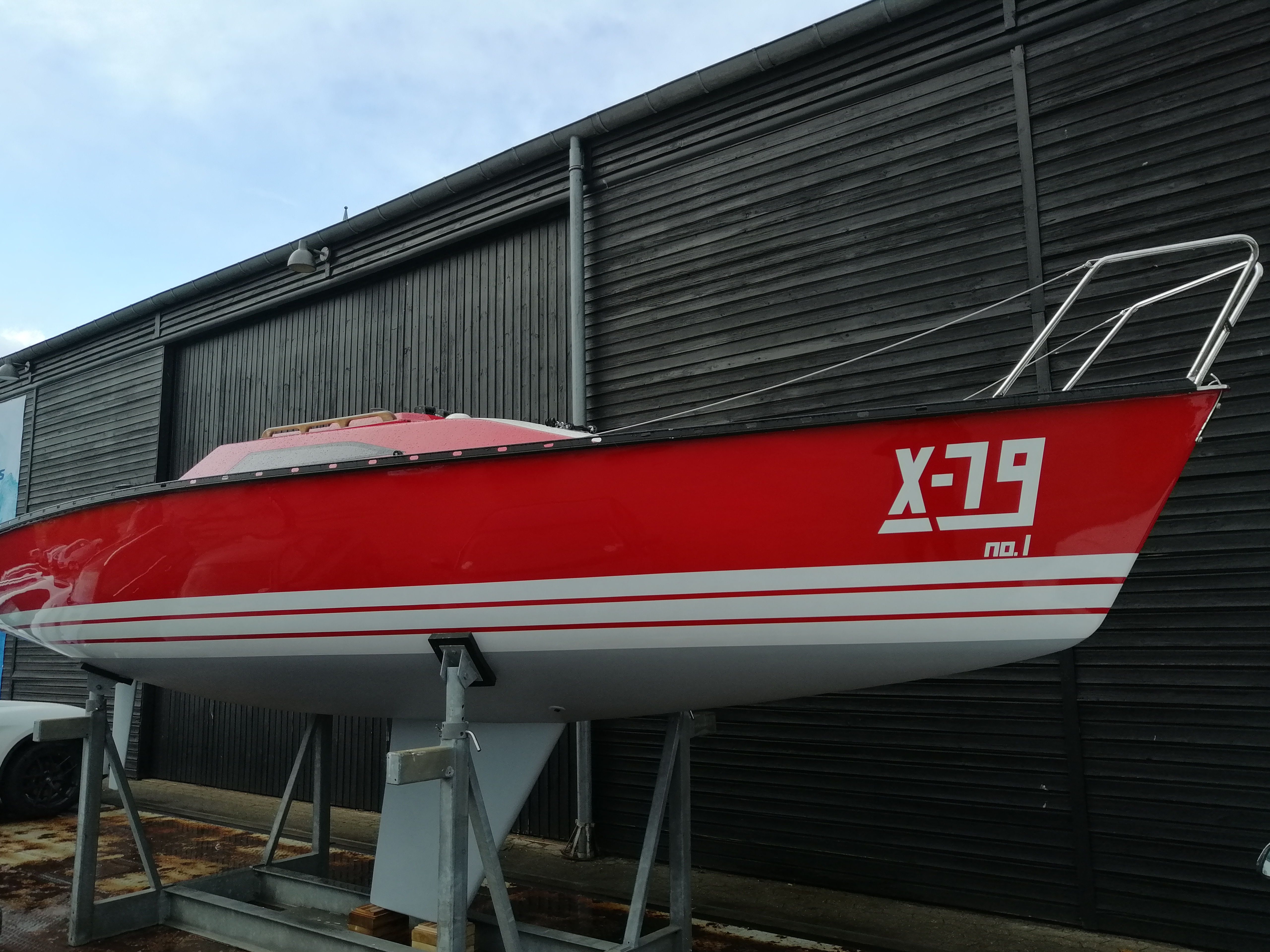
Erste X-79 D-1, restauriert 2019 (2021)

Im Jahr 1981 wurde das zweite X-Yachts-Modell auf den Markt gebracht und es zeigte sich sofort als ein sehr schnelles Schiff. Die X-102 wurde für die International Offshore Rule mit der 3/4-Tonner-Obergrenze von 24,55 Fuß entwickelt. Im selben Jahr gewann der X-102 Rumpf Nr. 7, „Soldier Blue“, die 3/4-Tonner-Weltmeisterschaft in Helsinki. „Soldier Blue“ wurde von Ib Ussing Andersen als Skipper und von Jens Christensen als Steuermann gesegelt unterstützt von Lars Bo Ive als Taktiker. 1982 wiederholte Ib Ussing Andersen diesen Erfolg und gewann den gleichen Titel in Denia in Spanien mit der X-102 „Lille Du“. Das Boot wurde nach einem Lied von Dänemarks bekanntestem Pop- und Rock-Act Kim Larsen benannt. Diese Siege verschaffte X-Yachts einen Vorsprung in der internationalen Yachtsportwelt. Eine „Sport“-Version der X-102 gewann in den Folgejahren noch weitere bedeutende Regatten.
X-Yachts baute insgesamt 173 Yachten vom Typ X-102 zwischen den Jahren 1981 und 1987.
Im Laufe der 1980er Jahre baute X-Yachts diverse Entwürfe nach Tonnen- und IOR-Regeln. Damit gewann die junge Werft auch den One Ton Cup 1986 in Spanien (Andelsbanken), und 1990 in Schweden (Okyalos).
Ein weiterer großer Meilenstein war die 1985 entworfene X-99, die als ISAF-One-Design-Boot anerkannt wurde. Davon wurden 605 Einheiten gebaut.
Ab 1990 wurden neben reinen Rennbooten auch sogenannte Performance Cruiser entwickelt, hochseetaugliche Boote für die Langfahrt, die aber dennoch sportlich und schnell gesegelt werden können. Die ersten Modelle waren die X-412 und X-382.
Die X-35, die 2005 erstmals vom Stapel lief, war ein von Anfang an als One Design konzipiertes Boot. Später folgte die X-41 ebenfalls als One-Design-Konstruktuion.
Die Performance-Cruising-Yacht X-55, die 2007 vorgestellt wurde, wurde zur European Yacht of the Year gewählt.

## X-Yachts heute
Heute hat X-Yachts drei wichtige Modellreihen: Xracing-One-Designs (X-35 und X-41), vier Xcruising-Modelle (Xc 38, Xc 42, Xc 45, Xc 50), und Xperformance, die neueste Reihe von Cruising-Rennyachten (Xp 33, Xp 38, Xp 44, Xp 50, Xp 55, X-65).
Hauptstandort von X-Yachts ist seit den Anfängen Haderslev in Dänemark. Daneben gibt es Büros und Vertretungen in vielen Ländern der Welt, vorwiegend aber in Europa.
2012 setzte die Firma 250 Millionen Dänische Kronen (rund 33 Mio. €) um und beschäftigte insgesamt 250 Mitarbeiter. Seit 2012 gehören 51 % der Unternehmensaktien der dänischen Holding Consolidated Holdings. Hans Viggard ist CEO. Niels und Lars Jeppesen sind immer noch an der Firma beteiligt und sind für Design und Produktion verantwortlich. Nils Jeppesen zeichnet für die Entwürfe der Yachten verantwortlich. Birger Hansen hält ebenfalls Aktienanteile.